# Бези ла Форе
Бези ла Форе (фр. Bézu-la-Forêt) насеље је и општина у северној Француској у региону Горња Нормандија, у департману Ер која припада префектури Andelys.
По подацима из 2011. године у општини је живело 259 становника, а густина насељености је износила 28,84 становника/km². Општина се простире на површини од 8,98 km². Налази се на средњој надморској висини од 154 метара (максималној 160 m, а минималној 107 m).

## Демографија
| 1962. | 1968. | 1975. | 1982. | 1990. | 1999. | 2011. |
| ----- | ----- | ----- | ----- | ----- | ----- | ----- |
| 210   | 234   | 182   | 167   | 144   | 188   | 259   |

График промене броја становника у току последњих година